# Radkersburg (huyện)
Bezirk Radkersburg là một huyện của bang của Styria ở Áo.

## Các đô thị
Các khu ngoại vi, làng và các đơn vị khác của một đô thị được hiển thị bằngchữ nhỏ.
- Bad Radkersburg
- Bierbaum am Auersbach
- Deutsch Goritz
  - Hofstätten bei Deutsch Goritz, Krobathen, Oberspitz, Salsach, Schrötten bei Deutsch Goritz, Unterspitz, Weixelbaum, Haselbach
- Dietersdorf am Gnasbach
- Eichfeld
  - Hainsdorf-Brunnsee, Oberrakitsch
- Gosdorf
  - Diepersdorf, Fluttendorf, Misselsdorf
- Halbenrain
  - Dietzen, Donnersdorf, Dornau, Drauchen, Hürth, Oberpurkla, Unterpurkla, Hof bei Straden, Karla, Neusetz, Radochen
- Klöch
  - Deutsch Haseldorf, Gruisla, Klöchberg, Pölten
- Mettersdorf am Saßbach
  - Landorf, Rannersdorf am Saßbach, Rohrbach am Rosenberg, Zehensdorf
- Mureck
- Murfeld
  - Lichendorf, Oberschwarza, Seibersdorf bei Sankt Veit, Unterschwarza, Weitersfeld an der Mur
- Radkersburg Umgebung
  - Altneudörfl, Dedenitz, Goritz bei Radkersburg, Hummersdorf, Laafeld, Pfarrsdorf, Pridahof, Sicheldorf, Zelting
- Ratschendorf
- Sankt Peter am Ottersbach
  - Edla, Entschendorf am Ottersbach, Oberrosenberg, Perbersdorf bei Sankt Peter, Wiersdorf, Wittmannsdorf
- Straden
  - Hart bei Straden, Kronnersdorf, Marktl, Nägelsdorf, Schwabau, Waasen am Berg, Wieden-Klausen, Waldprecht
- Tieschen
  - Größing, Jörgen, Laasen, Patzen, Pichla bei Radkersburg
- Trössing
- Weinburg am Saßbach
  - Perbersdorf bei Sankt Veit, Pichla bei Mureck, Priebing, Siebing

| sửa | Thành phố và huyện (Bezirke) của Steiermark | Flag of Austria |
| \| \| Graz Bruck-Mürzzuschlag \\| Deutschlandsberg \\| Graz-Umgebung \\| Hartberg-Fürstenfeld \\| Leibnitz \\| Leoben \\| Liezen \\| Murau \\| Murtal \\| Südoststeiermark \\| Voitsberg \\| Weiz \| | |                 |
| Styria map | Graz Bruck-Mürzzuschlag \| Deutschlandsberg \| Graz-Umgebung \| Hartberg-Fürstenfeld \| Leibnitz \| Leoben \| Liezen \| Murau \| Murtal \| Südoststeiermark \| Voitsberg \| Weiz |                 |